# Lijst van scholen in het voortgezet onderwijs in Nederland
Een middelbare school is een instelling voor onderwijs in het midden tussen basis- en hoger onderwijs. Soms wordt een specifiek schoolgebouw bedoeld.

## 0-9
- 2College (Tilburg)
- 4e Gymnasium, het (Amsterdam)

## A
- Accent College (Maassluis)
- Adelbert College (Wassenaar)
- Aeres VMBO (Almere)
- Agnieten College (Wezep)
- Alberdingk Thijm College (Hilversum)
- Alberdingk Thijm MAVO (Hilversum)
- dr. Aletta Jacobs College (Hoogezand)
- Algemeen Brabants College ('s-Hertogenbosch)
- Alfrink College (Zoetermeer)
- Alfrinkcollege (Deurne)
- Aloysius College (Den Haag)
- Altra College (Amsterdam)
- Ambelt Oosterenk (Zwolle)
- s.g. De Amersfoortse Berg (Amersfoort)
- Amstellyceum (Amsterdam)
- Amstelveen College (Amstelveen)
- Amsterdam International Community School (Amsterdam)
- Amsterdam Liberal Arts & Sciences Acedemie (Amsterdam)
- Amsterdams Lyceum (Amsterdam)
- De Amsterdamse School (Amsterdam)
- AOC oost (Twello)
- A. Roland Holst College (Hilversum)
- Arte College (Almere)
- Augustinianum (Eindhoven)
- Augustinus College (Groningen)
- Augustinus College Amsterdam (Amsterdam)
- Alkwin Kollege (Uithoorn)
- Almende College (Silvolde)
- Almere college (Kampen en Dronten)
- De Apollo (Amsterdam)
- Assink Lyceum (Haaksbergen)
- De Atlant (Amsterdam)
- Atrium (Amersfoort)

## B
- Baanderherencollege (Boxtel)
- Het Baarnsch Lyceum (Baarn)
- PENTA college CSG Bahûrim (Brielle)
- Het Baken (Almere)
- Barlaeus Gymnasium (Amsterdam)
- Bataafs Lyceum (Hengelo (Overijssel))
- Baudartius College (Zutphen)
- Bisschoppelijk College Broekhin (Roermond)
- Beatrix College (Tilburg)
- Bisschoppelijk College Echt (Echt)
- Bisschoppelijk College Sittard (Sittard)
- Bisschoppelijk College Weert-Cranendonck (Weert)
- De Berkhoff (Amsterdam)
- Berlage Lyceum (Amsterdam)
- Bernardusschool (Den Haag)
- Bernardinuscollege (Heerlen)
- Beroepscollege Zoetermeer
- Beroepsonderwijs aan Zee (Den Helder)
- Bertrand Russell College (Krommenie)
- Blariacumcollege (Venlo)
- Bonaventuracollege (Leiden)
- Bonhoeffer College (Castricum)
- Bonhoeffer College (Enschede)
- Bogerman College (Sneek)
- Bogerman College (Koudum)
- Bogerman College (Wommels)
- Bouwens van der Boije College (Panningen)
- Bornego College (Heerenveen)
- Bredero Beroepscollege (Amsterdam)
- Bredero Lyceum (Amsterdam)
- Bredero Mavo (Amsterdam)
- Briant College (Arnhem)
- Buitenhout College (Almere)

## C
- Calandlyceum (Amsterdam)
- Calvijn College (Goes)
- Calvijn met Junior College (Amsterdam)
- Christelijke Scholengemeenschap Calvijn (Rotterdam / Barendrecht)
- Cambreur College (Dongen)
- Candea College (Duiven)
- Canisius College (Nijmegen)
- Van der Capellen Scholengemeenschap (Zwolle)
- Carbooncollege (Brunssum / Heerlen / Hoensbroek)
- Carmelcollege Emmen (Emmen)
- Carmel College Salland (Raalte)
- Carolus Borromeus College (Helmond)
- Carolus Clusius College (Zwolle)
- Cartesius Lyceum (Amsterdam)
- Cheider (Amsterdam)
- Christelijk College Nassau-Veluwe (Harderwijk)
- Christelijk College Zeist Zeist (Zeist)
- Christelijk College De Populier (Den Haag)
- Christelijk Gymnasium Beyers Naudé (Leeuwarden)
- Christelijk Gymnasium Sorghvliet (Den Haag)
- Christelijk Gymnasium (Utrecht)
- Christelijk Lyceum (Delft)
- Christelijk Scholengemeenschap Het Streek (Ede)
- Christelijke mavo De Saad (Damwoude)
- Christelijke Scholengemeenschap Buitenveldert (Amsterdam)
- Christelijke Scholengemeenschap Walcheren (Middelburg / Vlissingen)
- Christelijke Scholengemeenschap Gaasterland (Balk)
- Christiaan Huygens College (Eindhoven)
- Citadel College (Nijmegen)
- Clusius College Amsterdam (Amsterdam)
- Coenecoop College (Waddinxveen, Boskoop)
- Comenius College (Hilversum)
- Comenius College (Rotterdam / Capelle aan den IJssel / Krimpen aan den IJssel / Nieuwerkerk aan den IJssel)
- Comenius Lyceum (Amsterdam)
- Compean vmbo (Zaandam)
- College de Brink (Laren)
- College De Meer (Amsterdam)
- College Den Hulster (Venlo)
- College Het Loo (Voorburg)
- College St. Paul (Den Haag)
- Coornhert Lyceum (Haarlem)
- Corbulo College (Voorburg)
- Corderius College (Amersfoort)
- Corlaer College (Nijkerk)
- CS Vincent van Gogh (Assen)
- CSG Anna Maria van Schurman (Franeker)
- CSG Beilen (Beilen)
- CSG Calvijn (Rotterdam / Barendrecht)
- CSG Comenius (Leeuwarden)
- CSG Dingstede (Meppel)
- CSG De Lage Waard (Papendrecht)
- CSG Jan Arentsz (Alkmaar)
- CSG Liudger (Drachten / Bergum)
- CSG Reggesteyn (Nijverdal / Rijssen)
- CSG Ulbe van Houten (Sint Annaparochie)
- CSG Willem de Zwijger (Schoonhoven)
- Cygnus Gymnasium (Amsterdam)

## D
- Daaf Gelukschool (Haarlem)
- Da Vinci College (Purmerend)
- Da Vinci College Leiden (Leiden)
- DaCapo College (Sittard)
- Dalton Den Haag (Den Haag)
- Dalton College (Voorburg)
- Damstede (Amsterdam)
- d'Amte   (Hoorn)
- De Breul (Zeist)
- De Kampanje (Amersfoort)
- De Nieuwste School (Tilburg)
- De Vrije School-vmbo-havo-vwo (Den Haag)
- Dendron College (Horst)
- DevelsteinCollege (Zwijndrecht)
- Diezer College (Zwolle)
- Dockinga College (Dokkum / Ferwerd)
- Dollard College (Winschoten/Oude Pekela/Scheemda/Bellingwolde/Woldendorp)
- Dominicus College (Nijmegen)
- Don Bosco College (Volendam)
- Dongemond college (Made/Raamsdonksveer)
- D'Oultremontcollege (Drunen)
- Drachtster Lyceum (Drachten)
- Driestar College (Gouda)
- Dr. Nassaucollege (Assen / Beilen / Norg / Gieten)
- De Dreef (Amsterdam)
- De Ring van Putten (Spijkenisse)
- Ds. Pierson College ('s-Hertogenbosch)
- Duhamel College ('s-Hertogenbosch)
- Duin en Kruidberg mavo (Driehuis)

## E
- Edison College (Apeldoorn)
- Edith Stein College (Den Haag)
- Elzendaalcollege (Boxmeer)
- Emmauscollege (Rotterdam)
- Esdal College (Emmen)
- Etty Hillesum Lyceum (Deventer)
- Erasmus College (Zoetermeer)
- Erfgooiers college (Huizen)
- Elde College  (Schijndel/Sint-Michielsgestel)
- Effent (Oosterhout)

Echnaton (Almere) (Flevoland)

## F
- Floracollege (Naaldwijk)
- Farel College (Amersfoort)
- Farelcollege (Ridderkerk)
- Fioretti College (Veghel / Sint-Oedenrode)
- Fivel College (Delfzijl)
- Fons Vitae Lyceum (Amsterdam)
- François Vatelschool (Den Haag)
- Frater van Gemert school (Tilburg)
- Friesland College (Leeuwarden)
- Frits Philips (Eindhoven)
- Monseigneur Frencken College (Oosterhout)

## G
- Geert Groote College (Deventer)
- Geert Groote College Amsterdam (Amsterdam)
- Gemeentelijk Gymnasium (Hilversum)
- Gerrit van der Veen College (Amsterdam)
- Gerrit Rietveld College (Utrecht)
- Gertrudis College (Roosendaal)
- Goois Lyceum (Bussum)
- Gomarus College (Groningen)
- Graaf Huyn College (Geleen)
- 's Gravendreef College (Den Haag)
- Greijdanus (Zwolle)
- Griftland College (Soest)
- Groen van Prinsterercollege (Barneveld)
- Scholengemeenschap Groenewald (Stein)
- Groenhorst College (Nijkerk)
- Groenschool Helicon ('s-Hertogenbosch)
- Grotius College (Delft)
- Grotiuscollege (Heerlen)
- GSG Guido de Brès (Amersfoort, Arnhem)
- GSR (Rijswijk / Rotterdam)
- Gwendoline van Putten School (Oranjestad)
- Gymnasium Apeldoorn (Apeldoorn)
- Gymnasium Breda (Breda)
- Gymnasium Beekvliet (Sint-Michielsgestel)
- Gymnasium Bernrode (Heeswijk)
- Gymnasium Celeanum (Zwolle)
- Gymnasium Felisenum (Velsen-Zuid)
- Gymnasium Haganum (Den Haag)
- Gymnasium Novum (Voorburg)

## H
- Haags Montessori Lyceum (Den Haag)
- Haagsch Genootschap (Den Haag)
- Haarlem College (Haarlem)
- Haarlemmermeerlyceum (Hoofddorp)
- Hageveld (Heemstede)
- Hanze College (Oosterhout)
- Harens Lyceum (Haren / Zuidlaren)
- Hartenlustschool (Bloemendaal)
- OMO Scholengroep Helmond (Helmond)
- De Heemgaard (Apeldoorn)
- Helen Parkhurst (Almere Parkwijk)
- Hendrik Pierson College (Zetten)
- Hengeveld College(onderdeel van de Ambelt) (Zwolle)
- Herbert Vissers College (Nieuw-Vennep)
- Herlecollege (Heerlen)
- Hermann Wesselink College (Amstelveen)
- Hervion College ('s-Hertogenbosch)
- Hervormd Lyceum West (Amsterdam)
- Hervormd Lyceum Zuid (Amsterdam)
- Het Westeraam (Elst (Gelderland))
- Het 4e Gymnasium (Amsterdam)
- Het Hooghuis Locatie den Bongerd (Oss)
- Het Hooghuis Locatie Heesch (Heesch)
- Het Hooghuis Locatie Ravenstein (Ravenstein)
- Het Hooghuis Locatie Singel (Oss)
- Het Hooghuis Locatie Stadion (Oss)
- Het Hooghuis Locatie West (Oss)
- Het Hooghuis Locatie Zuid (Oss)
- Het Nieuwe Eemland (Amersfoort)
- Hoeksch Lyceum (Oud-Beijerland)
- Hofstad Heldering (Den Haag)
- Hofstad Lyceum (Den Haag)
- Hofstad Mavo (Den Haag)
- Hogeland College, Het (Warffum/Wehe den Hoorn/Uithuizen)
- Hondsrug College (Emmen)
- Hoofdvaart College (Hoofddorp)
- Het Hooghuis (Oss / Heesch / Ravenstein)
- Hubertus Vakschool (Amsterdam)
- Hub van Doornecollege (Deurne)
- Scholengemeenschap Huizermaat (Huizen)
- Huygens College (Amsterdam)
- Huygenslyceum (Voorburg
- Holz ( Kerkrade)
- Het Martin buber ( Kerkrade)

## I
- Ichthus College (Drachten)
- Ichthus College (Dronten)
- Ichthus College (IJsselmuiden)
- Ichthus College (Kampen)
- Ichthus College (Veenendaal)
- Ichthus Lyceum (Driehuis)
- Iedersland College (Amsterdam)
- IJburg College (Amsterdam)
- Instelling Voortgezet Onderwijs Deurne (Deurne)
- Insula College (Dordrecht)
- Interconfessionele Scholengroep Westland (Westland)
- Inspecteur Boelensschool (Schiermonnikoog)
- Ir. Lely Lyceum (Amsterdam)
- Isendoorn College (Warnsveld)
- Islamitisch College Amsterdam (Amsterdam)
- IVKO (Amsterdam)

## J
- Jacob Roelandslyceum (Boxtel)
- Jac P Thijsse College (Castricum)
- Jan Tinbergen College (Roosendaal)
- Jan van Brabant College (Helmond)
- Jan van Egmond Lyceum (Purmerend)
- Jenapleinschool (Zwolle)
- Jeroen Boschcollege ('s-Hertogenbosch)
- Johan de Witt SG (Den Haag)
- Johannes Fontanus College (Barneveld)
- Jorismavo (Nijmegen)
- Junior College (Julianadorp)
- Jacob van Liesveld (Hellevoetsluis)

## K
- Kaj Munk College (Hoofddorp)
- Kalsbeek College (Woerden)
- Karel de Grote College (Nijmegen)
- Katholieke Scholengemeenschap Hoofddorp (Hoofddorp)
- Katholieke Scholengemeenschap Etten-Leur (Etten-Leur)
- Keizer Karel College (Amstelveen)
- Kennemer College (Beverwijk, Heemskerk)
- Kennemer College Baandert (Heemskerk)
- Kennemer College Büllerlaan (Beverwijk)
- Kennemer College Jan van Kuikweg (Heemskerk)
- Kennemer College Plesmanweg (Heemskerk)
- Kennemer College Tender (Heemskerk)
- Kennemer Lyceum (Overveen)
- Dr. Knippenbergcollege (Helmond)
- Kolom Praktijkcollege Noord (Amsterdam)
- Koning Willem II College (Tilburg)
- Koninklijke Scholengemeenschap (Apeldoorn)
- Koningin Wilhelmina College (Culemborg)
- Krimpenerwaard College (Krimpen aan den IJssel)
- Scholengroep Kwadrant (Dongen)
- Het Kwadrant (Weert)
- Het Kwartiers (Zwolle)

## L
- Laar & Berg (Laren)
- Omo Scholengroep De Langstraat (Drunen / Vlijmen / Waalwijk / Kaatsheuvel)
- Lauwers College (Buitenpost/Kollum/Grijpskerk/Surhuisterveen)
- Leidsche Rijn College (Utrecht / Leidsche Rijn)
- Liemers College (Didam / Zevenaar)
- Lingecollege Lyceum (Tiel)
- Lodewijk College Terneuzen
- Lorentz Casimir Lyceum (Eindhoven)
- Lorentz Lyceum (Arnhem)
- Lumeijn, Het (Zwolle)
- Lumion (Amsterdam)
- Luzac College (Amsterdam / 's-Hertogenbosch / Hilversum)
- Luzac Lyceum (Amsterdam / Den Haag / Eindhoven / Haarlem / Hilversum / Maastricht / Rotterdam)
- Lyceum Elst (Elst)
- Lyceum Sancta Maria (Haarlem)
- Lyceum Ypenburg (Den Haag)
- Lyceum aan Zee (Den Helder)
- LMC Palmentuin (Rotterdam)

## M
- Maartenscollege (Haren)
- Maaslandcollege (Oss)
- Maaswaal College (Wijchen)
- Maerlant College (Brielle)
- Maerlant Lyceum (Den Haag)
- Van Maerlantlyceum (Eindhoven)
- Joodse Scholengemeenschap Maimonides (Amsterdam)
- Makeblijde College (Rijswijk)
- Marcanti College (Amsterdam)
- Marnix College (Ede)
- Maris College (Den Haag)
- Maritieme Academie Harlingen (Harlingen)
- Maritiem College Velsen (IJmuiden)
- Martinus College (Grootebroek)
- Maurick College (Vught)
- Meander College (Zwolle)
- Mediacollege Amsterdam (Amsterdam)
- Meergronden (Almere Haven)
- Melanchthon (Bergschenhoek)
- Mendelcollege (Haarlem)
- Merletcollege (Cuijk / Grave / Mill)
- Metis Montessori Lyceum (Amsterdam)
- Metameer / (Stevensbeek/Sint Anthonis/Boxmeer)
- Michael college (Breda)
- Mill-Hillcollege (Goirle)
- Minkema College (Woerden)
- Mollercollege Steenbergen (Steenbergen)
- Dr. Mollercollege (Waalwijk)
- Mollercollege Zuidwesthoek (Ossendrecht / Hoogerheide)
- Mollerlyceum (Bergen op Zoom)
- Mondial college (Nijmegen)
- Montaigne Lyceum (Den Haag)
- Montessori College Twente (Hengelo (Overijssel))
- Montessori College Nijmegen (Nijmegen / Gelderland)
- Montessori College Oost (Amsterdam)
- Montessori Lyceum Amsterdam
- Montessori Lyceum Flevoland (Almere)
- Montessori Lyceum Groningen (Groningen / Haren)
- Montessori Lyceum Rotterdam
- Montessori Vaklyceum (Groningen)
- Montfort College (Rotterdam)
- Munnikenheide College (Etten-Leur / Rucphen)

## N
- Christelijk College Nassau-Veluwe (Harderwijk)
- Nautilus College (Almere)
- Nehalennia SSG (Middelburg)
- Newman College (Breda)
- Nieuwe Eemland College (Amersfoort)
- De Nieuwe School (Amsterdam)
- De Nieuwe Veste (Coevorden)
- Niftarlake College (Maarssen)
- Noorderpoort (Stadskanaal/Musselkanaal)
- Norbertuscollege (Roosendaal)
- Northgo College (Noordwijk)
- NOVA College Amsterdam (Amsterdam)

## O
- Odulphuslyceum (Tilburg)
- Olympus College (Arnhem)
- OMO Scholengroep Bergen op Zoom e.o. (Bergen op Zoom)
- Onze Lieve Vrouwelyceum (Breda)
- Openbaar Lyceum Zeist (Zeist)
- Openbare Scholengemeenschap De Hogeberg (Texel/Den Burg)
- Open Schoolgemeenschap Bijlmer (OSB) (Bijlmer/Amsterdam)
- Oostvaarders College (Almere)
- Oranje Nassau College (Zoetermeer)
- ORS Lek en Linge (Culemborg/Geldermalsen)
- OSG Echnaton (Almere)
- OSG Erasmus (Almelo)
- OSG Hugo de Groot (Rotterdam)
- OSG Piter Jelles (Leeuwarden/Dokkum)
- OSG Sevenwolden (Heerenveen/Joure/Grou-Akkrum)
- OSG Singelland (Drachten / Surhuisterveen / Bergum)
- Ostrea Lyceum (Goes)
- Over Betuwe College (Bemmel, Huissen en Elst)
- Overbosch College (Den Haag)
- Overlaat (Waalwijk)
- Over-Y College (Amsterdam)

## P
- Pallas Athene College (Ede)
- Panta Rhei (Amstelveen)
- Pantarijn (Wageningen)
- Pascal College (Zaandam)
- Pascal Zuid (Zaandam)
- De Passie Amsterdam (Amsterdam)
- Pax Christi College (Beneden-Leeuwen, Druten)
- Peellandcollege (Deurne)
- Philips van Horne SG (Weert)
- Picasso Lyceum (Zoetermeer)
- Pieter Nieuwland College (Amsterdam)
- Pieter Zandt scholengemeenschap (Kampen, Staphorst, Urk)
- Pius X College (Bladel)
- Pius X College (Almelo / Rijssen)
- Het Plein (Amsterdam)
- OMO Scholengroep Het Plein (Eindhoven / Nuenen)
- Pleincollege Bisschop Bekkers (Eindhoven)
- Pleincollege Eckart (Eindhoven)
- Praedinius Gymnasium (Groningen)
- Praktijkonderwijs LUCA (Amsterdam)
- Praktijkschool De Brug (Assendelft)
- Praktijkschool de Faam (Zaandam)
- Prisma College (Amersfoort)
- Pro de Boog (Zwolle)
- Porta Mosana college havo/vwo  (Maastricht)
- Porta Mosana college vmbo  (Gronsveld)

## R
- Raayland College (Venray)
- Regionale Scholengemeenschap Enkhuizen (Enkhuizen)
- Regionale Scholengemeenschap RGO Middelharnis (Middelharnis)
- Regionale Scholengemeenschap Broklede (Breukelen)
- Reitdiep College (Groningen)
- Revius Lyceum Doorn (Doorn)
- Reynaertcollege Hulst (Hulst)
- Rietveld Lyceum (Doetinchem)
- Rijswijks Lyceum (Rijswijk)
- R.K. St.-Antoniuscollege (Gouda / Bodegraven)
- Rodenborch-College (Rosmalen)
- Rosa Beroepscollege (Amsterdam)
- Rotterdamsch Lyceum (Rotterdam)
- RSG de Borgen (Leek)
- RSG Het Rhedens (Dieren)
- RSG Magister Alvinus (Sneek)
- RSG Stad en Esch (Meppel / Diever)
- RSG Simon Vestdijk (Harlingen)
- RSG Ter Apel (Ter Apel)
- Rythovius College (Eersel)
- RSG Steenwijk (Steenwijk)
- RSG Slingerbos/Levant (Hardewijk/Zeewolde)
- Rembrandt college (Veenendaal)

## S
- PENTA college CSG Scala (Spijkenisse)
- Saba Comprehensive School (St. Johns)
- Saenredam College (Zaandam)
- Sancta Maria (Haarlem)
- Sancta Maria Mavo ('s-Hertogenbosch)
- Scheldemond College (Vlissingen)
- Scholengemeenschap Bonaire (Kralendijk)
- Scholengemeenschap Lelystad (Lelystad)
- Scholengemeenschap De Grundel (Hengelo (Overijssel))
- Scholengemeenschap Roncalli (Bergen op Zoom)
- Scholengemeenschap Schravenlant (Schiedam)
- Scholengemeenschap Spieringshoek (Schiedam)
- Scholengemeenschap St. Canisius (Almelo / Tubbergen)
- Scholengemeenschap Sint Ursula (Horn / Heythuysen)
- Scholengemeenschap Were Di (Valkenswaard)
- Scholengroep DHZW (Den Haag)
- Lyceum Schöndeln (Roermond)
- Schoter Scholengemeenschap (Haarlem)
- Segbroek College (Den Haag)
- Sint Frans School  (Emmen)
- Sint-Jan College  (Heerlen (Hoensbroek))
- Sint-Janslyceum ('s-Hertogenbosch)
- Sint Joriscollege (Eindhoven)
- Sint-Laurenscollege (Rotterdam)
- Sint Ludgercollege (Doetinchem)
- Sint-Maartenscollege (Maastricht)
- Sint-Maartenscollege (Voorburg)
- Sint Michael College (Zaandam)
- Sint-Nicolaaslyceum (Amsterdam)
- Sint Oelbertgymnasium (Oosterhout)
- Sintermeertencollege (Heerlen)
- Sondervick College (Veldhoven)
- Sophianum (Gulpen / Nijswiller)
- Spaarne College (Haarlem)
- Spinozalyceum (Amsterdam)
- Sprengeloo (Apeldoorn
- St. Bonifatiuscollege (Utrecht)
- St.-Willibrord Gymnasium (Deurne)
- Stanislascollege (Delft/Pijnacker/Rijswijk)
- Stedelijk College Eindhoven (Eindhoven)
- Stedelijk Gymnasium Arnhem (Arnhem)
- Stedelijk Gymnasium Breda (Breda)
- Stedelijk Gymnasium Haarlem
- Stedelijk Gymnasium Johan van Oldenbarnevelt (Amersfoort)
- Stedelijk Gymnasium (Leiden)
- Stedelijk Gymnasium Nijmegen (Nijmegen)
- Stedelijk Gymnasium 's-Hertogenbosch ('s-Hertogenbosch)
- Stedelijk Gymnasium Schiedam (Schiedam)
- Het Stedelijk Lyceum Enschede (Enschede)
- Stedelijke Scholengemeenschap De Rede (Terneuzen)
- Stellingwerf College Oosterwolde
- Stedelijke Scholengemeenschap Nijmegen (Nijmegen)
- Stella Maris College (Valkenburg/Meerssen)
- Stelle College (Amsterdam)
- Sterren College (Haarlem)
- Stip (Leidschendam)
- Strabrecht College (Geldrop)
- Het Streek (Bennekom)
- Het Streek (Ede)
- Sweelinck College (Amsterdam)

## T
- Scholengemeenschap Tabor (Hoorn (Noord-Holland))
- Talentstad (Zwolle)
- Tech Amsterdam Scholen Collectief (Amsterdam)
- Technisch College Velsen (IJmuiden)
- Teylingen College Leeuwenhorst
- Theresialyceum (Tilburg)
- Thorbecke Lyceum (Rotterdam)
- Thomas a Kempis College (Zwolle)
- Thorbecke Scholengemeenschap (Zwolle)
- Titus Brandsma Lyceum (Onderdeel van Het Hooghuis) (Oss)
- Tobiasschool (Amsterdam)
- Tobiasschool (Den Haag)
- Trevianum Scholengroep (Sittard)
- Trias VMBO (Krommenie)
- Twickel college (Hengelo/Delden)
- Twents Carmel College (Oldenzaal / Losser / Denekamp)

## U
- Ubbo Emmius (Stadskanaal/Onstwedde/Veendam/Winschoten)
- Udens College (Uden)
- Ulenhofcollege (Doetinchem)
- Utrechts Stedelijk Gymnasium (Utrecht)

## V
- Valuascollege (Venlo)
- Van Vredeburch College (Rijswijk)
- Varendonck-College (Asten / Someren)
- Vathorst College (Amersfoort)
- Vechtdal College (Hardenberg)
- Velddijk (Venlo)
- Vellesan College (IJmuiden)
- Veluws College (Apeldoorn/Twello)
- Vester College (Ede)
- Veurs Lyceum (Leidschendam / Voorburg)
- Villa aan Zee (Den Helder)
- Visser 't Hooft Lyceum (Leiden / Leiderdorp / Rijnsburg)
- Vlietland College (Leiden)
- Vossius Gymnasium (Amsterdam)
- Vrijzinnig-Christelijk Lyceum (Den Haag)

## W
- Scholengemeenschap De Waerdenborch (Holten / Goor)
- Walburg College (Zwijndrecht)
- Walewyc (Waalwijk)
- Waldheim-mavo (Baarn)
- Wartburg College (Rotterdam)
- Waterlant Beroepsopleidingen IJdoorn (Amsterdam)
- Wellantcollege Linnaeus (Amsterdam)
- Wellantcollege vmbo (Den Haag)
- Wellantcollege VMBO Sloten (Amsterdam)
- Werkmancollege (Groningen)
- Wessel Gansfortcollege (Groningen/Winsum)
- Westburg College (Amsterdam)
- Westplas Mavo (Aalsmeer)
- OSG West-Friesland (Hoorn)
- OSG Willem Blaeu (Alkmaar)
- Willem de Zwijger College (Papendrecht / Hardinxveld-Giessendam)
- Willem Lodewijk Gymnasium (Groningen)
- CSG Willem van Oranje (Oud-Beijerland)
- Willem van Oranje College (Waalwijk)
- Winford Amsterdam (Amsterdam)
- Winkler Prins scholengemeenschap (Veendam)
- De Wissel (Amsterdam)
- Witsius College (Barneveld)
- Wellant College (Utrecht)
- Wellant College (Brielle)
- Wolfert van Borselen Scholengroep (Rotterdam / Bergschenhoek)
- Vakcollege Helmond   (Helmond NB.)
- RSG Wiringherlant   (Wieringerwerf NH.)

## X
- X11 (Utrecht)

## Z
- Zwin College (Oostburg)
- De Zwaaikom (Oosterhout NB)
- Zaanlands Lyceum (Zaandam)
- Zandvlietcollege (Den Haag)
- Zwijsen College (Veghel)
- Zeldenrust-Steelantcollege (Terneuzen)
- Zuiderlicht College (Amsterdam)
- Zuiderzee College (Zaandam)
- Zuyderzee Lyceum (Emmeloord / Lemmer)